# Nina Radojčić
Nina Radojčić, Danica Radojičić ( Pronunciación de Serbia: [dǎnitsa nina rǎdo̞ jiʧiʨ ː] , Serbia : Даница Радојичић , nació el 9 de agosto de 1989), conocida profesionalmente por su diminutivo Nina (Нина), es una cantante serbia. Ella representó a Serbia con la canción " Čaroban ", compuesto por Kristina Kovač y terminó en la final en 14º lugar.

## Primeros años e inicios
Nina nació como Danica Radojičić el 9 de agosto de 1989 en Belgrado ( Yugoslavia entonces, actualmente Serbia). Ella comenzó a tocar el piano a los seis años. Nina ha finalizado la escuela musical de primaria y secundaria, pero ella entró en la Universidad de Belgrado para estudiar farmacia. Se ha presentado en varios clubes con su banda "Sex Departament Legal". Nina ha citado en alguna ocasión que " Duffy , Muse y otros artistas pop y alternativos son su mayor influencia". 

## Festival de la Canción de Eurovisión 2011
El 19 de enero de 2011, la Radio Televisión de Serbia (RTS) anunció que los tres miembros de la familia Kovač - Kornelije , Aleksandra y Kristina - iban a componer tres canciones que compitieron para representar a Serbia en el Festival de Eurovisión 2011 . El 16 de febrero, se confirmó que Kristina Kovač había elegido a Nina, un cantante desconocido, para que interpretara su canción " Čaroban ". Kovač descubrió a Nina gracias a YouTube . El 26 de febrero, Nina fue elegida para representar a Serbia en el Festival de Eurovisión 2011 en Düsseldorf, Alemania, con más de 15.000 SMS votos.
En el Festival de Eurovisión 2011 Nina actuó en la 1ª semifinal saliendo al escenario en 6 posición por detrás de Yuksek Sadakat de Turquía y antes de Alexey Vorobyov de Rusia. Nina consiguió pasar a la final tras conseguir un 8º puesto con 67 puntos. Ya en la final actuó en la posición 24º por detrás de Ucrania y delante de Georgia, aunque en la final consiguió tan solo la 14º posición con 85 puntos.

## Álbum debut (2011)
En junio de 2011, Nina anunció que su álbum debut sería lanzado a través de la RTS ( Radio Televisión Serbia).